# Alain Caveglia
Alain Caveglia (Lione, 28 marzo 1968) è un ex calciatore francese.

## Carriera
Ha iniziato la sua carriera nel Gueugnon, prima di trasferirsi al Sochaux. Dal 1994 al 1996 giocò al Le Havre, mentre passò le successive tre stagioni all'Olympique Lyonnais. Nel 1999 firmò per il Nantes. Chiuse la carriera nel 2002, al Le Havre.

## Palmarès

### Club

#### Competizioni nazionali
- Coppa di Francia: 1

Nantes: 1999-2000

#### Competizioni internazionali
- Coppa Intertoto UEFA: 1

Lione: 1997

### Individuale
- Capocannoniere della Coupe de la Ligue: 1

1995-1996 (3 reti)